# Presles-et-Thierny
Presles-et-Thierny è un comune francese di 391 abitanti situato nel dipartimento dell'Aisne della regione dell'Alta Francia.

## Società

### Evoluzione demografica
Abitanti censiti